# Jacques Lebrun
Jacques Baptiste Lebrun (ur. 20 września 1910 w Paryżu, zm. 14 stycznia 1996 w Neuilly-sur-Seine) – francuski żeglarz, pięciokrotny olimpijczyk, zdobywca złotego medalu w regatach na letnich igrzyskach olimpijskich w 1932 roku w Los Angeles.

## Występy na igrzyskach olimpijskich
- Los Angeles 1932 – Snowbird –
- Berlin 1936 – O-Jolle – 6. miejsce – Leipzig
- Londyn 1948 – Swallow – 9. miejsce – Red Indian (Henri Perrissol)
- Helsinki 1952 – Finn – 11. miejsce
- Rzym 1960 – 5,5 metra – 18. miejsce – Snowten III (Pierre Buret, Louis Chauvot)